# Cshonne
Cshonne (hangul: 천내군, Cshonne-kun, handzsa: 川內郡, RR: Ch'ŏnnae-kun) megye Észak-Koreában, Kangvon (Kangwŏn) tartományban. 1952-ben választották le Muncshon (Munch'ŏn) külterületéből és emelték megyei rangra.

## Földrajza
Keletről Muncshon (Munch'ŏn) és a Japán-tenger (Keleti-tenger), délről Poptong (Pŏptong) és a Dél-Phjongan (P'yŏngan) tartománybeli Jangdok (Yangdŏk), nyugatról a Dél-Hamgjong (Hamgyŏng) tartománybeli Szudong (Sudong), északról a Dél-Hamgjong (Hamgyŏng) tartománybeli Kumja (Kŭmya) és Kovon (Kowŏn) határolja.
Legmagasabb pontja az 1323 méter magas Turjuszan (두류산; 頭流山, Turyusan).

## Közigazgatása
1 községből (up (ŭp)), 15 faluból (ri (ri)) és 3 munkásnegyedből (rodongdzsagu (rodongjagu)) áll:
| - Cshonne-up (천내읍; 川內邑, Ch'ŏnnae-ŭp) - Rjongdam-rodongdzsagu (룡담로동자구; 龍潭勞動者區, Ryongdam-rodongjagu) - Sinszan-rodongdzsagu (신산로동자구; 新山勞動者區, Sinsan-rodongjagu) - Hvara-rodongdzsagu (화라로동자구; 禾羅勞動者區, Hwara-rodongjagu) - Kupho-ri (구포리; 龜浦里, Kup'o-ri) - Kumszong-ri (금성리; 錦城里, Kŭmsŏng-ri) - Tangcshi-ri (당치리; 堂致里, Tangch'i-ri) - Tejang-ri (대양리; 大洋里, Taeyang-ri) - Tonghung-ri (동흥리; 東興里, Tonghŭng-ri) - Roun-ri (로운리; 蘆雲里, Roun-ri) | - Rjongnu-ri (룡루리; 龍樓里, Ryongnu-ri) - Szungdzson-ri (승전리; 勝戰里, Sŭngjŏn-ri) - Sinam-ri (신암리; 新巖里, Sinam-ri) - Sinhung-ri (신흥리; 新興里, Sinhŭng-ri) - Jomdzson-ri (염전리; 鹽田里, Yŏmjŏn-ri) - Inhung-ri (인흥리; 仁興里, Inhŭng-ri) - Csangphung-ri (장풍리; 長豊里, Changp'ung-ri) - Phungdzson-ri (풍전리; 豊田里, P'ungjŏn-ri) - Höbok-ri (회복리; 會福里, Hoebok-ri) |

## Gazdaság
Cshonne (Ch'ŏnnae) megye gazdasága szénbányászatra, cementgyártásra, élelmiszeriparra és szövőiparra épül.

## Oktatás
Cshonne (Ch'ŏnnae) megye, kb. 23 általános és középiskolának ad otthont.

## Egészségügy
A megye számos egészségügyi intézménnyel rendelkezik, köztük 1 megyei és kb. 30 helyi kórházzal.

## Közlekedés
A megye közutakon a szomszédos helységek felől közelíthető meg. A megye vasúti kapcsolattal rendelkezik, a Kangvon (Kangwŏn) vonal része.